# 永寿公主 (唐懿宗之女)
永寿公主（?—?），唐朝公主，是中国唐朝第十七代皇帝唐懿宗李漼的诸女之一。她的生母不详，史书仅仅记载了她的封号永寿公主。